# C/2000 B1 (SOHO)
C/2000 B1 (SOHO) — одна з довгоперіодичних параболічних комет. Ця комета була відкрита 24 січня 2000 року; вона мала видиму зоряну величину 7.36m на час відкриття.